# آرثر تسيمرمان
آرثر تسيمرمان (بالألمانية: Arthur Zimmermann )‏ (و. 1864 – 1940 م) هو سياسي، ودبلوماسي ألماني، توفي في برلين، عن عمر يناهز 76 عاماً، بسبب ذات الرئة.

## التعليم
تعلم في جامعة كونيغسبرغ.

## جوائز
حصل على جوائز منها:
- الصليب الأعظم لوسام التاج البلجيكي
- وسام الشمس المشرقة
- Order of Merit of the Bavarian Crown [الإنجليزية]‏
- Order of Saint Alexander [الإنجليزية]‏
- وسام الاستحقاق المدني [الإنجليزية]‏
- وسام التاج الحديدي لمملكة إيطاليا [الإنجليزية]‏
- وسام الصليب الأعظم من وسام التاج الإيطالي ‏
- نيشان عثماني
- الصليب الحديدي من الرتبة الأولى  [لغات أخرى]‏
- وسام الاستحقاق
- وسام صليب الحرية
- Grand Cross of the Imperial Order of Leopold  [لغات أخرى]‏
- وسام الصليب الأعظم من رتبة فرانز جوزيف ‏
- وسام النسر الأحمر الدرجة الثالثة
- Order of the Red Eagle 4th Class  [لغات أخرى]‏
- Order of the Red Eagle 1st Class  [لغات أخرى]‏
- وسام ألبرت الملكي الساكسوني [الإنجليزية]‏
- Knight Grand Officer of the Order of Franz Josef I ‏
- نيشان التاج البروسي
- نيشان الفادي من رتبة قائد
- النيشان المجيدي
- Order of the Lion and the Sun First class  [لغات أخرى]‏
- Order of the Double Dragon [الإنجليزية]‏
- ترتيب سانت آنا الدرجة الأولى  [لغات أخرى]‏.